# Joseph Bova
Joseph Bova (* 25. Mai 1924 in Cleveland, Ohio; † 12. März 2006 in Englewood, New Jersey) war ein US-amerikanischer Schauspieler.
Bova begann seine Karriere als Kinderschauspieler in Cleveland und ging später zur Northwestern University. Nach seiner Graduierung wurde er lokaler Programmdirektor bei NBC in Cleveland und war der Onkel Joe Bova in einer Kindersendung. Seinen Durchbruch feierte er 1959 am Broadway als Prince Dauntless the Drab in Once Upon a Mattress. Er spielte auch The Comedy of Errors, King Richard III, Love’s Labour’s Lost, Troilus and Cressida and Twelfth Night. Er erhielt 1970 eine Tony Nominierung.
1974 spielte er unter der Regie von Jack Gold in Der Mann aus Metall eine der Hauptrollen, den „Mann aus Metall“.
Von 1980 bis 1989 spielte er Bert Barry im Musical 42nd Street.
Bova war mit der Schauspielerin Lee Lawson verheiratet. Er starb an einem Lungenemphysem.

## Filmografie (Auswahl)
- 1961: Chefarzt Dr. Pearson (The Young Doctors)
- 1968: Der Engel mit der Mörderhand (Pretty Poison)
- 1972: Sandkastenspiele (Up the Sandbox)
- 1973: Serpico
- 1974: Der Mann aus Metall (Who?)
- 1975: Einsatz in Manhattan (Kojak; Fernsehserie, 1 Folge)
- 1975: Starsky & Hutch (Fernsehserie, 1 Folge)